# Duping, Guizhou
Duping är en ort i Kina. Den ligger i provinsen Guizhou, i den sydvästra delen av landet, omkring 190 kilometer öster om provinshuvudstaden Guiyang. Antalet invånare är 900.